# Василівський (Владимирська область)
Василівський (рос. Васильевский) — селище у Мелєнковському районі Владимирської області Російської Федерації.
Входить до складу муніципального утворення Даниловське сільське поселення. Населення становить 1 особу (2010).

## Історія
Населений пункт розташований на землях фіно-угорського народу мещери.
Від 10 квітня 1929 року належить до Мелєнковського району, утвореного спочатку у складі Івановської промислової області, а відтак від 14 серпня 1944 року у складі новоутвореної Владимирської області.
Згідно із законом від 11 травня 2005 року входить до складу муніципального утворення Даниловське сільське поселення.

## Населення
| 2002 | 2010 |
| ---- | ---- |
| 3    | ↘1   |